# Le Vieil-Dampierre
Le Vieil-Dampierre és un municipi francès, situat al departament del Marne i a la regió del Gran Est. L'any 2007 tenia 101 habitants.

## Demografia

### Població
El 2007 la població de fet de Le Vieil-Dampierre era de 101 persones. Hi havia 40 famílies, de les quals 12 eren unipersonals (8 homes vivint sols i 4 dones vivint soles), 16 parelles sense fills i 12 parelles amb fills.
La població ha evolucionat segons el següent gràfic:
Habitants censats

### Habitatges
El 2007 hi havia 57 habitatges, 45 eren l'habitatge principal de la família, 6 eren segones residències i 6 estaven desocupats. 56 eren cases i 1 era un apartament. Dels 45 habitatges principals, 43 estaven ocupats pels seus propietaris, 1 estava llogat i ocupat pels llogaters i 1 estava cedit a títol gratuït; 2 tenien dues cambres, 3 en tenien tres, 8 en tenien quatre i 32 en tenien cinc o més. 38 habitatges disposaven pel capbaix d'una plaça de pàrquing. A 22 habitatges hi havia un automòbil i a 16 n'hi havia dos o més.

### Piràmide de població
La piràmide de població per edats i sexe el 2009 era:
| Homes | Edats   | Dones |
| ----- | ------- | ----- |
| 0     | 95 o +  | 0     |
| 4     | 90 a 94 | 0     |
| 0     | 85 a 89 | 0     |
| 0     | 80 a 84 | 4     |
| 0     | 75 a 79 | 0     |
| 8     | 70 a 74 | 4     |
| 4     | 65 a 69 | 4     |
| 4     | 60 a 64 | 4     |
| 0     | 55 a 59 | 0     |
| 0     | 50 a 54 | 8     |
| 12    | 45 a 49 | 4     |
| 0     | 40 a 44 | 4     |
| 4     | 35 a 39 | 4     |
| 4     | 30 a 34 | 4     |
| 0     | 25 a 29 | 0     |
| 4     | 20 a 24 | 0     |
| 0     | 15 a 19 | 0     |
| 0     | 10 a 14 | 4     |
| 4     | 5 a 9   | 4     |
| 0     | 0 a 4   | 0     |

## Economia
El 2007 la població en edat de treballar era de 56 persones, 41 eren actives i 15 eren inactives. De les 41 persones actives 39 estaven ocupades (19 homes i 20 dones) i 2 estaven aturades (1 home i 1 dona). De les 15 persones inactives 7 estaven jubilades, 5 estaven estudiant i 3 estaven classificades com a «altres inactius».
Activitats econòmiques
Dels 2 establiments que hi havia el 2007, 1 era d'una empresa de fabricació d'altres productes industrials i 1 d'una empresa de transport.
L'any 2000 a Le Vieil-Dampierre hi havia 4 explotacions agrícoles que ocupaven un total de 340 hectàrees.

## Poblacions més properes
El següent diagrama mostra les poblacions més properes.